# Mipam Czoki Lodro
Czternasty Szamarpa Mipam Czoki Lodro (tyb. མི་ཕམ་ཆོས་ཀྱི་བློ་གྲོས་་, Mi-pham Chos-kyi Blo-gros) (ur. 1952, zm. 11 czerwca 2014) – 14. inkarnacja Szamarpy mistrza szkoły Karma Kagyu buddyzmu tybetańskiego. Znany jest także jako Kunzig Szamar Rinpocze. Był najważniejszym nauczycielem w szkole Karma Kagyu po Karmapie.
Drugi Karmapa, Karma Pakszi, przepowiedział, że przyszli Karmapowie będą manifestować się w dwóch formach Nirmanakaja. Trzeci Karmapa Rangdziung Dordże ofiarował swojemu najbliższemu uczniowi, Khedrup Drakpa Sengdzie, rubinowo-czerwoną koronę, która była dokładną repliką jego Czarnej Korony. Karmapa wyjaśnił, że symbolizuje to ich identyczną naturę i zapoczątkowanie linii Szamarpów.
XIV Szamarpa, Mipam Czoki Lodro urodził się w 1952 roku w prowincji Kham, w pałacu arystokratycznej rodziny Athub, jako bratanek XVI Karmapy. Został rozpoznany przez Karmapę jako 14. inkarnacja Szamarpy. Po intronizacji młody Szamar Rinpocze pozostał przy Karmapie, otrzymując wszystkie instrukcje linii kagju. Ponadto studiował tradycyjne rodzaje nauk i sztuk, sutry i tantry, głównie pod kierunkiem Trangu Rinpocze. Część nauk otrzymał również od Kalu Rinpocze.
Po śmierci XVI Karmapy, Kunzig Szamar Rinpocze kontynuował projekty rozpoczęte przez Karmapę. Zgodnie z jego życzeniem założył w Nowym Delhi KIBI – Karmapa International Buddhist Institute. Wykłada się tam filozofię buddyjską na poziomie akademickim. Szamarpa przewidywał odnowę esencjonalnych nauk mahamudry. Kładł nacisk na źródłowe teksty, odnajduje i uaktualnia traktaty wielkich mahasiddhów, takie jak „Skarbnica Mahamudry” siódmego Karmapy.
Kunzig Szamar Rinpocze odnalazł i rozpoznał siedemnastą inkarnację Karmapy – Trinleja Taje Dordże. Proces identyfikacji XVII Karmapy przebiegał ściśle według duchowej tradycji utrzymywanej w linii karma kagyu przez ostatnie osiemset lat.
Szamarpa Mipam Cieki Lodro zmarł na atak serca rankiem 11 czerwca 2014 w ośrodku nauk Bodhi Path Buddhist Center e.V w Renchen-Ulm w Niemczech.